# Mesembryanthemum
- Commons
- Wikispecies

Mesembryanthemum L. é um género botânico pertencente à família Aizoaceae.

## Sinonímia
| - Cryophytum N.E. Br. - Gasoul Adans. - Callistigma Dinter et Schwantes - Derenbergiella Schwantes - Eurystigma L. Bolus - Halenbergia Dinter | - Hydrodea N.E. Br. - Opophytum N.E. Br. - Pentacoilanthus Rappa et Camarrone 1953 - Perapentacoilanthus Rappa et Camarrone - Pteropentacoilanthus Rappa et Camarrone - Schickia Tischer |

## Espécies
O gênero Mesembryanthemum possui 76 espécies reconhecidas atualmente.
- Mesembryanthemum aitonis Jacq.
- Mesembryanthemum albatum L. Bolus
- Mesembryanthemum alboroseum L. Bolus
- Mesembryanthemum amplectens L.Bolus
- Mesembryanthemum annuum L. Bolus
- Mesembryanthemum arenosum Schinz
- Mesembryanthemum barklyi N.E. Br.
- Mesembryanthemum blandum Haw.
- Mesembryanthemum breve L. Bolus
- Mesembryanthemum brevicarpum (L.Bolus) Klak
- Mesembryanthemum chrysum L. Bolus
- Mesembryanthemum clandestinum Haw.
- Mesembryanthemum corallinum Thunb.
- Mesembryanthemum cordifolium L.f.
- Mesembryanthemum crycocalyx L. Bolus
- Mesembryanthemum cryptanthum Hook.f.
- Mesembryanthemum crystallinum L.
- Mesembryanthemum dejagerae L. Bolus
- Mesembryanthemum digitatum Aiton
- Mesembryanthemum elongatum Haw.
- Mesembryanthemum excavatum L. Bolus
- Mesembryanthemum forskahlii Hochst. ex Boiss.
- Mesembryanthemum gariusanum Dinter
- Mesembryanthemum gaussenii Leredde
- Mesembryanthemum geniculiflorum L.
- Mesembryanthemum glareicola (Klak) Klak
- Mesembryanthemum guerichianum Pax
- Mesembryanthemum haeckelianum A.Berger
- Mesembryanthemum horridum Koutnik & Lavis
- Mesembryanthemum hypertrophicum Dinter
- Mesembryanthemum inachabense Engl.
- Mesembryanthemum inornatum L. Bolus
- Mesembryanthemum karrooense L. Bolus
- Mesembryanthemum kuntzei Schinz
- Mesembryanthemum lancifolium (L.Bolus) Klak
- Mesembryanthemum latisepalum L. Bolus
- Mesembryanthemum liebendalense L. Bolus
- Mesembryanthemum linearifolium L. Bolus
- Mesembryanthemum longipapillosum Dinter
- Mesembryanthemum louiseae L. Bolus
- Mesembryanthemum macrophyllum L. Bolus
- Mesembryanthemum macrostigma L. Bolus
- Mesembryanthemum marlothii Pax
- Mesembryanthemum namibense Marloth
- Mesembryanthemum napierense Klak
- Mesembryanthemum neglectum (S.M.Pierce & Gerbaulet) Klak
- Mesembryanthemum neilsoniae L. Bolus
- Mesembryanthemum noctiflorum L.
- Mesembryanthemum nodiflorum L.
- Mesembryanthemum nucifer (Ihlenf. & Bittrich) Klak
- Mesembryanthemum occidentale Klak
- Mesembryanthemum pachypus L. Bolus
- Mesembryanthemum parvipapillatum L. Bolus
- Mesembryanthemum paucandrum L. Bolus
- Mesembryanthemum paulum L. Bolus
- Mesembryanthemum pellitum Friedr.
- Mesembryanthemum perlatum Dinter
- Mesembryanthemum pseudoschlichtianum (S.M.Pierce & Gerbaulet) Klak
- Mesembryanthemum purpureo-roseum L. Bolus
- Mesembryanthemum quinangulatum L. Bolus
- Mesembryanthemum rapaceum Jacq.
- Mesembryanthemum rhodanthum L. Bolus
- Mesembryanthemum rubroroseum L. Bolus
- Mesembryanthemum sarcocalycanthum Dinter & Berger
- Mesembryanthemum schenckii Schinz
- Mesembryanthemum sedentiflorum L. Bolus
- Mesembryanthemum serotinum (L.Bolus) Klak
- Mesembryanthemum springbokense Klak
- Mesembryanthemum squamulosum L. Bolus
- Mesembryanthemum stenandrum L. Bolus
- Mesembryanthemum subrigidum L. Bolus
- Mesembryanthemum subtereticaule L. Bolus
- Mesembryanthemum theurkauffii (Maire) Maire
- Mesembryanthemum tomentosum Klak
- Mesembryanthemum vaginatum Lam.
- Mesembryanthemum violense L. Bolus

## Classificação do gênero
| Sistema | Classificação                       | Referência               |
| ------- | ----------------------------------- | ------------------------ |
| Linné   | Classe Icosandria, ordem Pentagynia | Species plantarum (1753) |

## Galeria

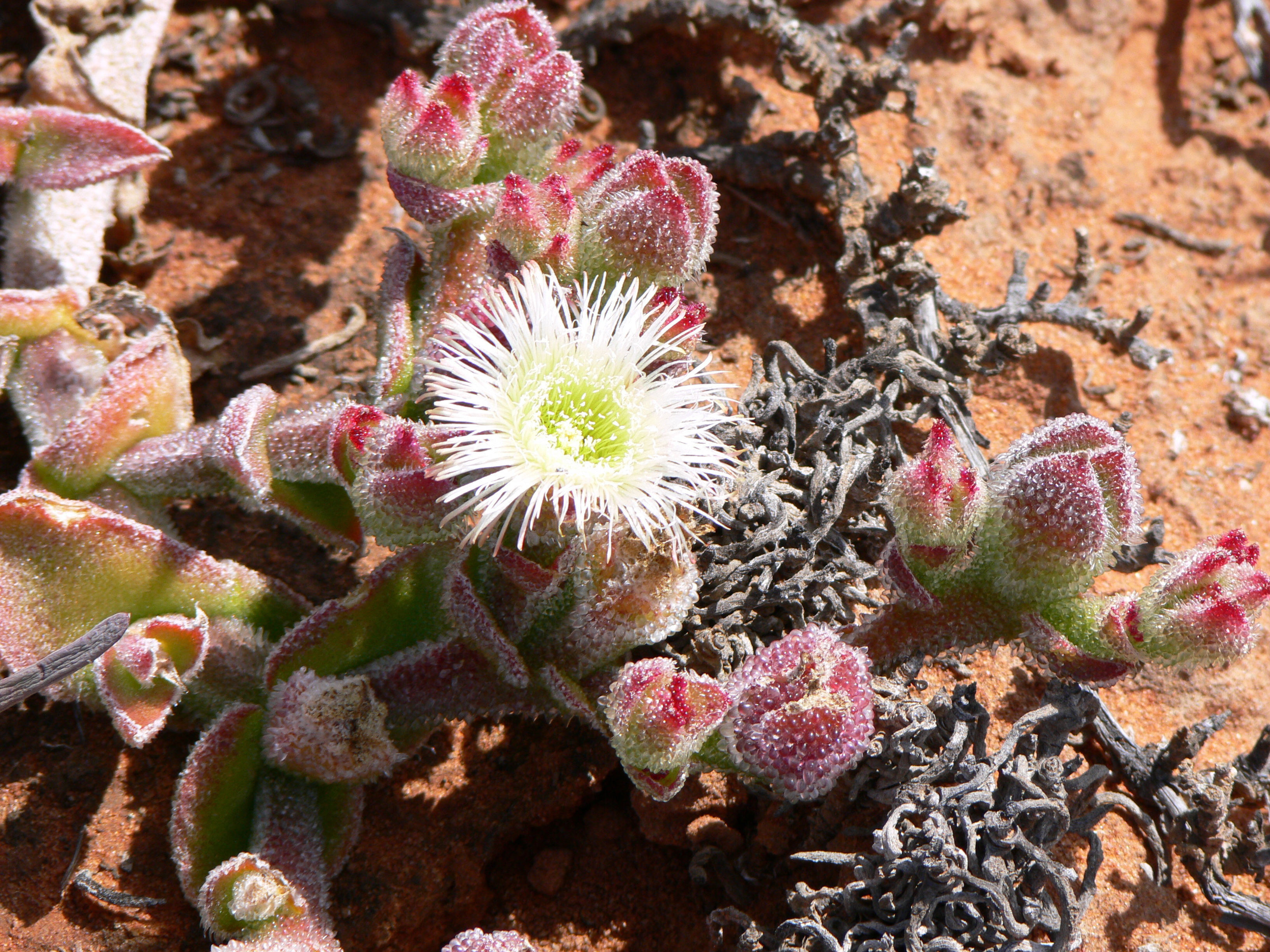
Mesembryanthemum crystallinum
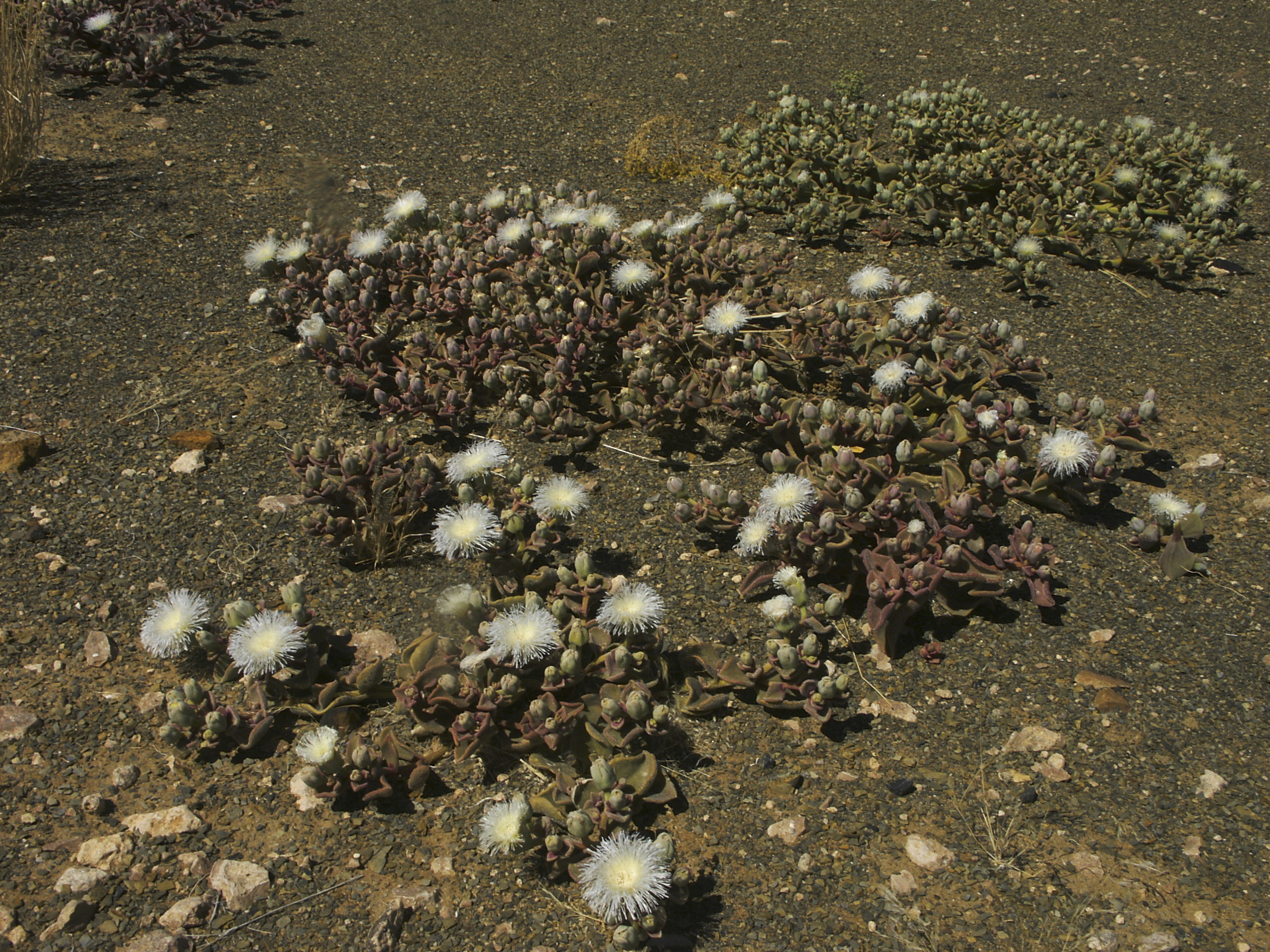
Mesembryanthemum crystallinum
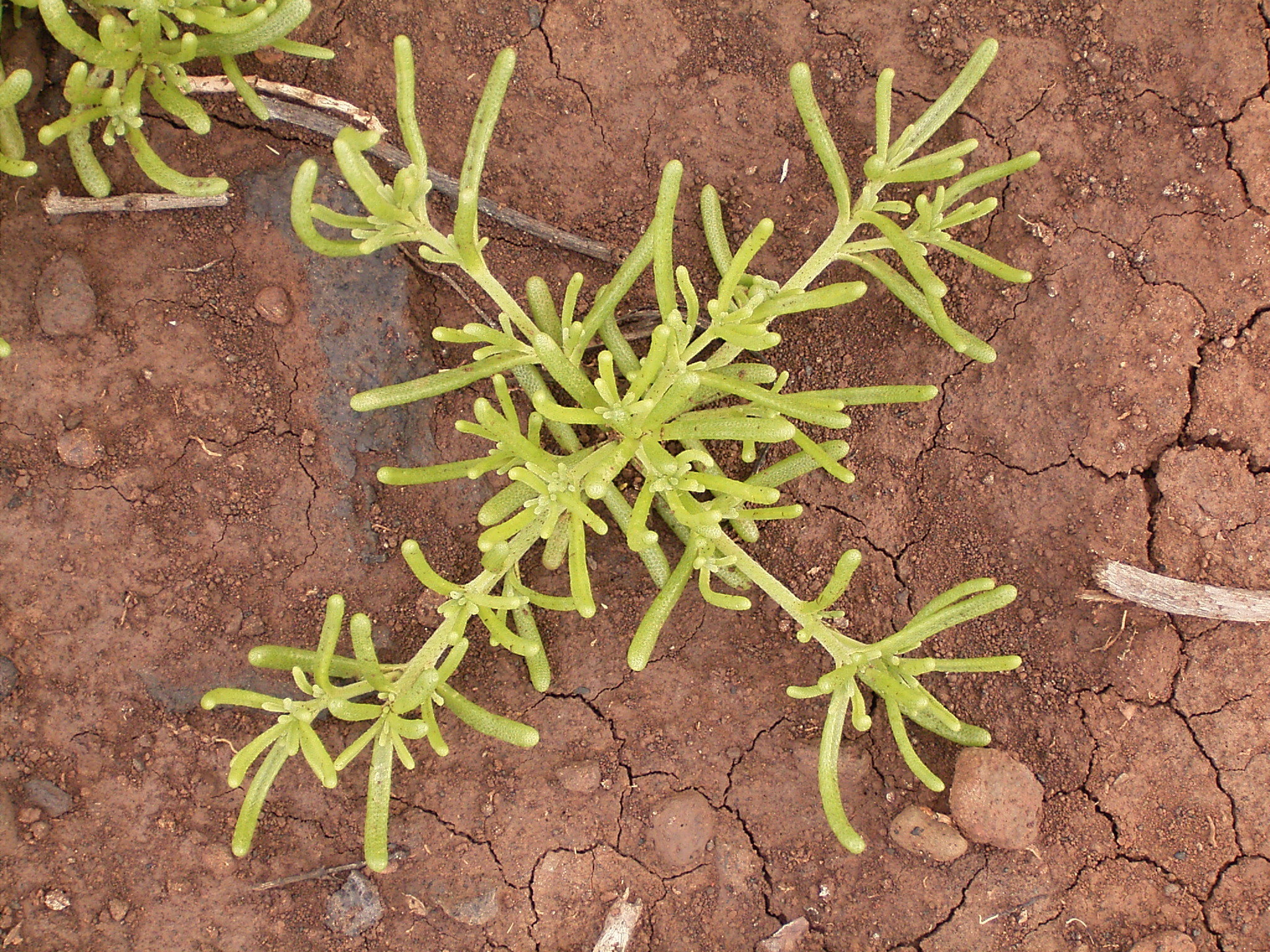
Mesembryanthemum nodiflorum